# Forster and Andrews
Forster and Andrews fue una empresa constructora y reparadora de órganos de tubo que funcionó entre 1843 y 1924 en la ciudad de Kingston upon Hull, Inglaterra con sedes en otras ciudades y clientes en varias partes del mundo. Llegó a ser la empresa de mayor renombre en Inglaterra, hasta que en 1924 John Christie adquirió el negocio y lo integró al conglomerado Hill, Norman & Beard, que terminó cesando sus actividades en 1956.

## Historia
La compañía era liderada por James Alderson Forster (1818–1886) y Joseph King Andrews (1820–1896), antiguos empleados de la fábrica de órganos londinense J. C. Bishop, abrieron su propio negocio en 1843 en la ciudad de Kingston upon Hull, Inglaterra, al que le pusieron sus nombres. La firma comenzó en el Instituto de Mecánica de Charlotte Street (hoy George Street), en donde el dúo comenzó limpiando y reparando órganos existentes, cuando en un momento recibieron un cliente que solicitó un órgano nuevo. A medida que el negocio crecía, publicaron anuncios en los periódicos locales y exhibieron uno de sus instrumentos en la Gran Exposición de Hyde Park en 1851. En 1853, James Forster impartió una charla sobre «Las mejoras en la maquinaria de los órganos» en una reunión de la Asociación Británica para el Avance de la Ciencia en Hull. El negocio se convirtió en el más exitoso del norte de Inglaterra, y la empresa abrió sedes en Londres y York.
El constructor alemán de órganos Edmund Schulze (1823-1878), influyó en Forster and Andrews, y solía recomendarlos a posibles clientes cuando no podía aceptar encargos.
Forster and Andrews empleaba a 30 personas en 1861, y producían más de 30 órganos al año en Reino Unido, África, Sudamérica, Centroamérica y Australia. La fábrica de Charlotte Street alcanzó rápidamente su capacidad máxima, entonces la empresa se expandió a unas instalaciones secundarias en Dock Street, con dos aserraderos en Lime Street, donde la madera se secaba antes de su uso. A principios de la década de 1880, James Forster Junior (1847-1925) comenzó a desempeñar un papel más destacado en la sucursal de Hull, mientras que su padre abrió una oficina en Londres. Tras el fallecimiento de su padre en 1886, James Forster Junior asumió la dirección de la empresa, primero junto a Joseph Andrews hasta su fallecimiento en 1896 y luego con sus dos hijos, Cyril y Ernest.
En 1897, Philip H. Selfe fue nombrado gerente de la sucursal en Hull, y pronto se convirtió en socio de la empresa, poco después terminó siendo el único propietario de la firma tras la jubilación de James Forster Junior en 1904. En ese momento la empresa tenía un gran caudal de clientes extranjeros, además de importantes encargos locales en la zona de Hull, como el nuevo órgano para el Queen's Hall y el Ayuntamiento. Durante la Primera Guerra Mundial, la mayor parte de los trabajos se centraron en limpieza y restauración, ya que la demanda de nuevos órganos disminuyó drásticamente. En 1924, John Christie adquirió el negocio y lo integró al conglomerado Hill, Norman & Beard. Philip Selfe se incorporó a Hill Norman & Beard diseñando cajas de órganos como el San James, de Riddlesdown (1932) y el interior del monumental instrumento de cuatro manuales de la capilla de la escuela Royal Holbrook (1933) antes de jubilarse en 1938. El declive del negocio provocó la desocupación de las instalaciones en Dock Street en 1925, trasladándose a talleres más pequeños en St. Luke Street. El trabajo continuó disminuyendo y, en 1941, el taller de St. Luke Street fue destruido por un bombardeo, con la pérdida de muchos de los registros históricos de la empresa. Al final de la guerra, solo quedaban dos empleados, Matthew Cooper y A. Ernst, quienes continuaron limpiando y reparando instrumentos hasta 1956, cuando se jubilaron y el negocio cerró.